# Potrojné účetnictví
Potrojné účetnictví (ruské účetnictví) je jedním z pokusů o zdokonalení podvojného účetnictví. Jeho tvůrcem byl Fjodor Venědiktovič Jezerskij (1836-1916). Snahou tvůrce tohoto systému bylo vyčíslit a zaznamenat zisk či ztrátu u každého jednotlivého účetního případu, a to z důvodu, aby nebylo nutné provádět uzavírání knih v průběhu účetního období. Systém byl v jeho době používán v mnoha státních a samosprávných úřadech i v několika soukromých společnostech. Za hranicemi Ruska se však potrojné účetnictví neujalo a brzy zaniklo i v Rusku.

## Vznik potrojného účetnictví
V 19. století se objevilo několik nových účetních systémů, které se pokoušely vyřešit jednu z nevýhod italského účetnictví - nebylo možné zjistit výsledek hospodaření bez náročného uzavření účetních knih. Mezi tyto pokusy se řadí metody J. J. Jacklota z roku 1837, A. Ochse z roku 1840
či Rosenzweige z roku 1859.
Fjodor Venediktovič Jezerskij svůj systém vytvořil na přelomu 60. a 70. let 19. století. Poprvé jej popsal pravděpodobně ve spisu Krátká, názorná praxe potrojného ruského systému z roku 1873. Za hranice Ruska se potrojné účetnictví rozšířilo díky spisu Kupecké účetnictví jednoduchým, podvojným a potrojným systémem, který vyšel v Lipsku v roce 1887. Jezerskij, učitel obchodních věd v Petrohradě, je v Rusku považován za významného reformátora účetnictví. Vedle zdokonalování systému účetnictví se věnoval také vytvoření nové ruské terminologie v účetnictví. Kromě výše zmíněných spisů je významné jeho pojednání Podvody, škody a chyby skrývající se ve věrných rozvahách italského podvojného systému účetnictví a objevené prvky spolehlivosti ruského potrojného systému, vydané v roce 1876. Od roku 1889 vydával časopis Sčotovod (účetní).

## Popis účetních knih a postupu účtování
Cílem potrojného účetnictví je vyčíslit a zaznamenat zisk či ztrátu u každého jednotlivého účetního případu. Pro tento účel se v systému potrojného účetnictví používaly tři knihy:
1. kniha kapitálu – kniha zápisů podle časového postupu -  v ní jsou účetní operace zapisovány chronologicky; každá z transakcí se zapisuje třikrát, a to jedenkrát do sloupce Částka obchodního případu a dvakrát do některého z dalších sloupců:
  - účet Pokladna - pro pohyby hotovosti
  - účet Hodnoty běžné - pro pohyby zásob
  - účet Aktivní dluhy - pro pohyby pohledávek nebo peněz na bankovních účtech
  - účet Pasivní dluhy - pro pohyby závazků
  - účet Výsledek a kapitál - pro transakce s vlivem na výsledek hospodaření
2. kniha účtů – je detailním rozvedením knihy kapitálu; pro každou součást majetku je zde zřízen zvláštní účet;  oproti ostatním knihám obsahuje:
  - sloupce multiplikandů - pro evidenci množství
  - sloupce multiplikátorů - pro evidenci ceny za jednotku nebo kurzu
  - sloupce produktů - pro evidenci transakce v peněžním ocenění (cena za jednotku krát množství)
3. přehledná účetní uzávěrka – soupis konečných součtů účtů, sestavuje se kdykoli v případě potřeby[5]

Všechny tři knihy obsahují:
- sloupce pro skutečný příjem
- sloupce pro skutečný výdaj
- sloupce pro výsledky – sloupce zmenšování (ztrátu) a sloupce zvětšování (zisk)

Ukázka účtování v knize kapitálu s vyznačením potrojných zápisů je uvedena na obrázku níže.
Lze provést i kontrolu správnosti účtování v knize kapitálu: Dvojnásobek součtu částek ve sloupci Částka obchodního případu se musí rovnat součtu úhrnů ostatních sloupců.

## Význam potrojného účetnictví
Potrojné účetnictví zpočátku způsobilo v Rusku velký zájem. Společnost pro podporu ruského obchodu a průmyslu v Petrohradě vytvořila zvláštní komisi účetních znalců, která měla zhodnotit a porovnat potrojné účetnictví se způsobem italským. Většina členů komise se dne 20.12.1876 vyslovila pro metodu Jezerského. I přes propagaci v Německu se potrojné účetnictví za hranicemi Ruska neujalo. Také v Rusku brzy zaniklo.